# トーマス・マン (俳優)
トーマス・マン（Thomas Mann, 1991年9月27日 - ）は、米国の俳優。

## 経歴
米国オレゴン州ポートランドでドイツ系の家庭に誕生し、テキサス州ダラスで育つ。17歳の時に俳優になることを志し、カリフォルニア州に移る。
2009年にニコロデオンの『iCarly』やABCの『ザ・ミドル 中流家族のフツーの幸せ』などといった2作のシットコムテレビシリーズに登場する。2010年に公開の映画『なんだかおかしな物語』で映画役者デビューし、以降、映画出演が中心となる。
大々的な誕生日パーティーを計画することから始まる2012年に公開の映画『プロジェクトX』で主役トーマスを演じたことからよく知られるようになる。同作は低予算でありながらも口コミで北米の若者を中心に人気を獲得、大きくヒットを飛ばした。
その他重要な映画出演作に『そんなガキなら捨てちゃえば?』、『ぼくとアールと彼女のさよなら』、『ビューティフル・クリーチャーズ 光と闇に選ばれし者』、『ヘンゼル & グレーテル』、『ベアリー・リーサル』等がある。

## 出演作品

### 映画
| 公開年 | 邦題 原題                                                             | 役名                                   | 備考                  |
| ------ | --------------------------------------------------------------------- | -------------------------------------- | --------------------- |
| 2010   | なんだかおかしな物語 It's Kind of a Funny Story                       | アーロン・フィッツカラルド             | 日本劇場未公開        |
| 2012   | プロジェクトX Project X                                               | トーマス・カブ                         | 日本劇場未公開        |
| 2012   | そんなガキなら捨てちゃえば? Fun Size                                  | ルーズヴェルト・ルルー                 | 日本劇場未公開        |
| 2013   | ヘンゼル & グレーテル Hansel & Gretel: Witch Hunters                  | ベンジャミン・ヴァルザー               | 日本劇場未公開        |
| 2013   | ビューティフル・クリーチャーズ 光と闇に選ばれし者 Beautiful Creatures | ウェスリー・ジェファーソン・リンカーン |                       |
| 2013   | あしたの家族のつくり方 As Cool as I Am                                | ケニー・クラウダー                     | 日本劇場未公開        |
| 2015   | ぼくとアールと彼女のさよなら Me and Earl and the Dying Girl           | グレッグ・ゲインズ                     | 日本劇場未公開        |
| 2015   | プリズン・エクスペリメント The Stanford Prison Experiment             | 416番                                  |                       |
| 2015   | ベアリー・リーサル Barely Lethal                                      | ロジャー・マーカス                     |                       |
| 2015   | プレッピー・コネクション The Preppie Connection                       | トビアス・ハメル                       | 日本劇場未公開        |
| 2016   | ブラッド・ファーザー Blood Father                                     | ジェイソン                             |                       |
| 2016   | 彼女が目覚めるその日まで Brain on Fire                                | スティーヴン・グリワルスキー           |                       |
| 2017   | キングコング:髑髏島の巨神 Kong: Skull Island                          | レグ・スリフコ兵曹長                   |                       |
| 2017   | アミティヴィル:ジ・アウェイクニング Amityville: The Awakening         | テレンス                               |                       |
| 2017   | 荒野にて Lean on Pete                                                 | ロニー                                 | 出演シーンカット      |
| 2018   | コネチカットにさよならを The Land of Steady Habits                    | プレストン・ヒル                       | Netflixで配信         |
| 2019   | 穢れと祈り Them That Follow                                           | オーギー                               |                       |
| 2019   | ザ・テキサス・レンジャーズ The Highwaymen                             | テッド・ヒントン                       | Netflixオリジナル映画 |
| 2019   | わんわん物語 Lady and the Tramp                                       | ジム・ディア                           |                       |
| 2021   | ハロウィン KILLS Halloween Kills                                      | 若い頃のフランク・ホーキンス           |                       |
| TBA    | The Chariot                                                           | Harrison Hardy                         |                       |

### テレビ
| 放映年 | 邦題 原題                                    | 役名                 | 備考                                    |
| ------ | -------------------------------------------- | -------------------- | --------------------------------------- |
| 2009   | iCarly                                       | ジェフリー           | シーズン2「ウェブ番組に法律?」          |
| 2009   | ザ・ミドル 中流家族のフツーの幸せ The Middle | ブレンダン・ニコルズ | シーズン1 第3話「結婚記念日にお休みを」 |
| 2017   | FARGO/ファーゴ Fargo                         | サデウス・モブリー   | シーズン3 第3話「無矛盾律」             |